# Willi Jäger
Willi Jäger (né le 15 août 1940 à Kschellowitz, Bohême) est un mathématicien allemand.

## Biographie
Il termine son doctorat en 1966 à l'Université de Munich sous la direction d'Erhard Heinz.
De 1969 à 1970, Jäger est chercheur invité au Courant Institute de New York. En 1970, il devient professeur de mathématiques à l'Université de Münster et à partir de 1974, il devient professeur de mathématiques appliquées à l'Université de Heidelberg. En 1987, Jäger est membre fondateur du Centre interdisciplinaire de calcul scientifique à Heidelberg. Il est membre du conseil d'administration de l'Institut de recherches mathématiques d'Oberwolfach.
En plus des problèmes de calcul scientifique, notamment l'utilisation efficace des ordinateurs pour la modélisation mathématique de problèmes complexes, principalement scientifiques, Jäger traite des problèmes d'équations différentielles non linéaires, de calcul des variations, de processus de branchement et de la théorie spectrale des opérateurs différentiels, principalement en vue d'applications spécifiques telles que la visualisation de données.
Il est titulaire de l'Ordre du Mérite de la République fédérale d'Allemagne. Il donne une conférence DMV Gauss en 2007.
Jäger compte plus de 100 doctorants, dont Florin Diacu (en), Bernold Fiedler, Stephan Luckhaus (de) et Martin Vingron.